# Holzlehen (Taufkirchen)

Holzlehen, 2023

Holzlehen ist ein Gemeindeteil der Gemeinde Taufkirchen (Vils) im Landkreis Erding in Oberbayern.

## Lage
Die Einöde Holzlehen liegt in der Gemarkung Hofkirchen fünf Kilometer südwestlich des Wasserschlosses Taufkirchen.

## Bevölkerungsentwicklung
Um 1925 gab es in Holzlehen sieben Einwohner. Im Mai 1987 lebten dort fünf Einwohner in einem Wohngebäude.
| Jahr      | 1925 | 1950 | 1970 | 1987 |
| Einwohner | 7    | 5    | 4    | 5    |